# Abax faber
Abax faber är en skalbaggsart som beskrevs av Fermar. Abax faber ingår i släktet Abax och familjen jordlöpare. Inga underarter finns listade i Catalogue of Life.